# Trận sông Marne lần thứ hai
Trận sông Marne lần thứ hai, còn gọi là Cuộc Tổng tấn công Marne-Reims hoặc là Trận chiến Reims (15 tháng 7 - 16 tháng 9 năm 1918) là một trận đánh lớn trong cuộc Chiến tranh thế giới lần thứ nhất. Trận chiến mở đầu với đợt tấn công cuối cùng và đỉnh điểm trong Chiến dịch Mùa Xuân năm 1918 của Quân đội Đế chế Đức do Đại tướng Bộ binh Erich Ludendorff phát động (ông gọi là Chiến dịch Friedensturm), trong khi quân Entente phải chống trả nhằm chấm dứt Chiến dịch Mùa Xuân của Quân đội Đức giữa lúc quân Đức đang thẳng tiến về thủ đô Paris của Pháp, và mang lại kết quả quyết định cho cuộc Đại chiến thế giới. Trong trận huyết chiến này, dưới sự lãnh đạo tối cao của Thống chế Ferdinand Foch - Tổng tư lệnh các lực lượng khối Entente, liên quân Pháp - Anh - Hoa Kỳ - Ý đã phản công và đánh tan tác quân Đức bằng một đòn giáng chí mạng. Quân lực Đức với chiến bại này đã suy nhược - thời cơ này Foch liền chớp lấy ngay. Bộ Tổng Tham mưu Đức với đại bại ấy cũng bắt đầu rã rời. Chiến thắng vẻ vang này đã củng cố địa vị tối cao của Ferdinand Foch chỉ huy phe Entente, và mở đường cho đại thắng của quân Anh trong trận Amiens không lâu sau đó góp phần đánh bật hoàn toàn quân Đức ra khỏi lãnh thổ Cộng hòa Pháp. Chiến thắng oanh liệt của quân Đồng Minh Pháp - Anh - Hoa Kỳ - Ý trong trận sông Marne này được ví von với thất bại hoàn toàn của Napoléon I trong trận Leipzig vô cùng đẫm máu hồi năm 1813, do tính chất trọng đại và ý nghĩa lớn lao của nó, khiến Đế chế Đức trở nên khó thể tránh khỏi thất bại chung cuộc. Đây được xem là một trong những thắng lợi quyết định nhất trong lịch sử nhân loại, và là thất bại đầu tiên của Đại tướng Ludendorf tài ba, trở nên một "đỉnh cao triều" của lực lượng Quân đội Đức trong cuộc Chiến tranh thế giới thứ nhất.
Foch đã chuẩn bị kỹ lưỡng để chống lại cuộc Tổng tiến công đầy tham vọng của Ludendorff. Ông kêu gọi các chiến sĩ Mỹ tăng viện cho những người lính Pháp và Anh kỳ cựu của lực lượng Entente. Trong ngày đầu tiên của trận chiến ác liệt này, quân Đức đã đánh thắng Tập đoàn quân thứ năm của Pháp, đánh bật quân Ý và vượt được qua con sông Marne (quân Đức của Tướng Max von Boehn đã lập được nơi đóng trên đất địch), nhưng họ chiếm được những đất đai không có giá trị nên Chiến dịch Friedensturm không thành. Dầu sao đi chăng nữa thì quân Đức cũng đã gần sát Paris. Sau đó, trong giai đoạn hai của cuộc tiến công của Đại tướng Ludendorff, binh lính Hoa Kỳ đã kháng cự mãnh liệt các cuộc tấn công nhỏ của quân Đức. Sức chống trả của quân Hoa Kỳ đã làm chặn chân cuộc tiến công của Ludendorff, tạo điều kiện cho Foch phản kích. Bên cạnh quân Hoa Kỳ, quân Anh, quân Ý là quân Pháp với bốn Tập đoàn quân do các tướng giỏi chỉ huy; và, bước tiến công của quân Đức bị chặn đứng vào ngày 17 tháng 7 năm 1918 - một điểm ngoặt của Đại chiến. Quân Pháp do Tướng Henri Joseph Eugène Gouraud chỉ huy đã kháng trả quyết liệt đúng theo ý tưởng của Tổng tư lệnh quân Pháp là Thống chế Philippe Pétain. Quân Ý thua phải dựa hơi quân Anh trong khi quân Đức đánh bật quân Ý và quân Hoa Kỳ trong giai đoạn đầu này khiến Pétain phải lo lắng, song quân Entente vẫn đứng vững. Sang hôm sau, tức là ngày 18 tháng 7 năm 1918 khi Foch củng cố tuyến quân, để rồi Tập đoàn quân Pháp thứ 10 của tướng Charles Mangin cùng với liên quân tổ chức phản công dồn dập và bắt sống rất nhiều binh sĩ Đức, mở màn cho Chiến dịch Aisne - Marne, là thắng lợi hết sức to tát. Đôi khi người ta gọi đây là điểm khởi đầu của Trận sông Marne lần thứ ba, Mangin trong vai trò quan trọng nhất của chiến thắng, tấn công với tính chất bất ngờ và liền thắng to, toàn lực Entente vây bọc quân Đức như hồi trận sông Marne (1914). Quân Mangin dũng mãnh và khủng khiếp đến mức các chiến sĩ Mỹ anh dũng cũng khen ngợi, và phòng tuyến của quân Đức đã bị chọc thủng. Thất bại nặng một phần là do sự chủ quan của Hoàng thái tử Đức là Wilhelm, quân lực Entente đã hứng chịu tổn thất rất cao trong đợt phản công quyết định này; khi Bộ Tổng Tham mưu Đức thất thế, Mangin thừa thắng vẫn tiếp tục xông lên. Boehn sau đại bại phải triệt binh về hướng Bắc sông Marne. Pétain thúc quân tấn công, quân Hoa Kỳ cũng đạt được thắng lợi lớn và chóng vánh, đến ngày 21 tháng 7 thì họ đã chặn được tiếp tế quân Đức theo đúng mục tiêu của Đại Thống chế Foch. Vào ngày 27 tháng 7 năm 1918, Ludendorff phát lệnh rút binh về sông Vesle và các binh sĩ Mỹ thừa lệnh Thống chế Pétain đã đánh thắng một cuộc kháng cự của quân Đức . Dù càng tiến xa càng khó khăn cho quân Entente do mất tính bất ngờ gây rắc rối lớn, họ đã giành được thắng lợi chiến lược, lấy lại nhiều đất đai, và cuối cùng, sau suốt những ngày giao tranh hết sức dữ dội, thì cái đầu nhô sông Marne của quân Đức đã tan vỡ, quân Entente đã xóa tan hoàn toàn mối đe dọa đối với mình, chấm dứt thắng lợi Chiến dịch Aisne - Marne. Trong ngày 5 tháng 8 năm 1918, giữa trận Marne vinh quang này, hai Quân đoàn Mỹ chiếm giữ toàn bộ chiến tuyến của Tập đoàn quân thứ sáu của Pháp. Tuy quân Pháp nói riêng và quân khối Entente nói chung phải hứng chịu hết sức tổn thất nặng nề - do quân Đức cương quyết chống trả, nhưng chiến thắng lừng lẫy tại sông Marne có ý nghĩa tinh thần hệ trọng đối với quân Entente: Quân đội Đức đã mất thế chủ động, chấm dứt hoàn toàn những cuộc tấn công quy mô lớn của họ kể từ đầu năm 1918. Trong khi số lượng tù binh mà liên quân Pháp - Anh - Hoa Kỳ - Ý bắt sống được là rất to lớn, những cỗ pháo của Đức bị mất là không thể thay thế được. So với chiến bại trong trận sông Marne lần thứ nhất hồi năm 1914, trận thua này cũng hoàn toàn quyết định, nhưng còn tỏ ra thê lương hơn hẳn đối với các chiến binh Đức, với nguồn lực đã kiệt quệ. Quân Đức đại bại tức là toàn bộ phe Liên minh Trung tâm lâm vào thảm cảnh. Và, quân lực của Ludendorff đã bắt đầu tan rã, bản thân Ludendorff cũng trở nên đau buồn, tức giận với thất bại ê chề của mình - mà ông coi là một bước ngoặt quan trọng của cuộc chiến, cũng giống như cố Tổng Tham mưu trưởng Helmuth von Moltke bốn năm trước. Bộ Tổng Tham mưu Đức không thể hiểu được sao quân Entente lại đánh úp thắng lớn như vậy.
Quân Pháp thừa thắng giải phóng 200 ngôi làng. Quân lực Entente sau khi giải phóng Soissons, phải chấm dứt tấn công vào đầu tháng 8 năm 1918 do quân Đức lập phòng tuyến kiên cố. Sau chiến thắng vẻ vang, quân Entente đã tiến tới phòng tuyến Soissons - Rheims của Quân đội Đức. Bởi nhẽ Quân đội Đức mất đi cái đầu nhô sông Marne nên giờ đây Paris đã thoát khỏi tầm bắn của Pháo binh Đức, và Cộng hòa Pháp đã hoàn toàn thoát khỏi cơn nguy. Ludendorff hiểu rõ hậu quả hết mực nghiêm trọng của chiến bại bi đát này. Trận đánh sông Marne được thừa nhận rộng rãi là một trong những chiến thắng to lớn nhất của quân khối Entente trong suốt cuộc Chiến tranh thế giới lần thứ nhất. Hoàng đế nước Đức là Wilhelm II vốn đã quan sát ngày mở màn trận chiến, rất tức giận. Chiến thắng oanh liệt này đã thể hiện đường lối sáng suốt của Đại Thống chế Ferdinand Foch trong việc lãnh đạo các lực lượng Entente thống nhất, với những quyết định đúng đắn cùng chí khí chủ động tấn công địch của ông, với nhận thức sâu sắc của ông về sự trọng đại của trận đánh sông Marne này. Không những thế, thắng lợi hết sức to lớn ấy còn là thành công của ông trong nỗ lực tái gầy dựng quân lực Pháp kể từ sau chiến bại bi đát trong trận sông Aisne lần thứ ba. Với chiến công hiển hách này, ông được chính quyền Pháp vinh danh và phong làm Thống chế Pháp. Quân đội Pháp đại thắng trận này cũng là nhờ họ biết tận dụng ưu thế về quân số và đổi mới về chiến thuật. Chiến thắng mạnh mẽ trong trận Marne chứng tỏ sức mạnh của lực lượng Quân đội Pháp trong thời kỳ ấy, nhưng bên cạnh đó Quân đội Anh và Quân đội Hoa Kỳ cũng đóng góp hết sức lớn lao - thậm chí chiến thắng này còn gây nỗi lo sợ cho Bộ Tổng Tham mưu Pháp là người Mỹ sẽ lấn át hẳn trong quân lực khối Entente. Công đầu cho chiến thắng vang dội này, không gì khác, là của Sư đoàn số 1 của Hoa Kỳ đã dũng mãnh xông pha bất chấp tổn hại kinh hoàng phải hứng chịu trong cả hai ngay đầu. Song, quân lực Entente hoàn toàn có thể bù đắp cho tổn thất kinh khiếp của họ, ngược lại với người Đức. Ngoài ra, nguyên nhân thắng lợi là quân Entente đã sử dụng tốt xe tăng (có cả xe tăng hãng Renault) - quân Pháp dùng xe tăng ở đáng ấn tượng đập cả vào mắt người Mỹ - trong trận phản công ồ ạt từ ngày 18 tháng 7 năm ấy, làm xoay chuyển tình hình Mặt trận phía Tây. Không những nhân dân Paris nhiệt liệt hân hoan với chiến thắng, nhân dân Hoa Kỳ hết mực vui mừng trước chiến công nghìn thu của các chiến sĩ Mỹ. Dầu còn đứng vững, người Đức mất nhiều quân Dự Bị - lực lượng này đã kiệt quệ với trận thua to trên sông Marne. Trong con số tổn thất lớn lao của quân Đức có số lượng tù binh rất đáng kể, tạo cho Bộ Chỉ huy quân Đức hoang mang lo sợ về sự suy nhụt sĩ khí của các chiến sĩ Đức, mặc dầu quân đội Đức dũng mãnh không dễ gì lùi bước với thất bại tại trận Marne này. Cuộc Tổng tấn công thứ năm và cuối cùng của Erich Ludendorff đã chấm dứt, Quân đội Đức đều hoàn toàn kiệt lực sau chiến bại thảm hại này, họ không thể giành lại thế chủ động được nữa, và do đó chiến thắng trên sông Marne đã tạo điều kiện cho phe Entente phản công thắng lợi và chấm dứt cuộc Đại chiến. Mặt khác, chiến bại to tát này không hạ gục được quyết tâm theo đuổi chiến tranh của Ludendorff, và thực chất các cuộc tiến công trước đó cũng đã khiến quân lực Đức suy kiệt rồi. Dẫu sao đi chăng nữa, chiến thắng vang dội của Foch trong trận Marne năm 1918 là một nguyên nhân dẫn đến phong trào Cách mạng Đức (1918–1919).

## Bối cảnh lịch sử
Vùng thung lũng sông Marne là một thắng cảnh của nước Cộng hòa Pháp, nhưng đã trở thành bãi chiến trường khốc liệt trong cuộc Chiến tranh thế giới lần thứ nhất. Thoạt tiên, đây là nơi liên quân Anh - Pháp đánh thắng quân Đức trong trận sông Marne lần thứ nhất hồi năm năm 1914, làm phá sản cuộc tiến công của Quân đội Đức vào thủ đô Paris. Vào năm 1917, tại Mặt trận phía Tây và Mặt trận Ý, quân Đức giam chân và đánh thắng được quân Đồng minh Anh - Pháp và quân Ý, trong khi trên Mặt trận phía Đông, nước Nga bị suy sụp. Đầu năm 1918, Nga bị loại khỏi vòng chiến, song Hoa Kỳ lại lâm chiến trong phe Entente. Đại tướng Bộ binh Đức là Erich Friedrich Wilhelm Ludendorff - vị Tướng Hậu cần Thứ nhất của Tổng Tham mưu trưởng Paul von Hindenburg - mới tổ chức Chiến dịch Mùa Xuân bao gồm bốn Chiến dịch, ban đầu đánh tan tác quân Entente, và thậm chí trong ngày 1 tháng 6 năm 1918, quân Đức đã tiến khá gần đến chân thành Paris và có khả năng chiến thắng cuộc Đại chiến Thế giới thứ nhất. Chiến dịch Mùa Xuân đã cận kề đến phá vỡ tình hình bế tắc. Sau khi quân Đức đánh thắng quân Anh về mặt chiến thuật nhưng phải hứng chịu thương vong cao trong trận sông Lys, chiến bại thảm hại của quân Pháp trong trận sông Aisne lần thứ ba đã khiến cho Đại Thống chế Ferdinand Foch (nguyên là Tổng Tham mưu trưởng quân Pháp, vừa được cử làm Tổng tư lệnh tối cao của quân lực khối Entente) bị mất uy tín nghiêm trọng. Thế nhưng, vào ngày 14 tháng 6 năm 1918 thì Chiến dịch thứ tư (Gneisenau) thất bại. Quân Entente vẫn cứ đứng vững; kể từ khi Foch lên chỉ huy thì họ đã trở nên hợp nhất với nhau hơn. Quân đội Đế chế Đức bây giờ không còn thế thượng phong nữa, khó thể chiến thắng cuộc Đại chiến này. Cả bốn Chiến dịch tấn công của Ludendorff chỉ gây thêm tổn thất làm suy nhược quân sĩ Đức, chứ không làm cho tình hình khấm khá hơn. Quân Đức không thể nào đánh thắng một trận quyết định. Với tài nghệ mưu lược của mình, Foch đã đẩy quân lực Đức vào tình trạng suy kiệt. Thực chất, trong suốt các đợt Tổng tiến công của quân Đức, Foch cùng các vị tướng lĩnh khối Entente luôn luôn tìm kế phản công, và các ông đã định thực hiện điều đó ở trận Matz - tức là Chiến dịch Gneisenau của quân Đức. Giữa tháng 6 năm 1918, Hoa Kỳ đã cử đến 20 Sư đoàn đổ bộ lên nước Pháp: mỗi Sư đoàn Hoa Kỳ thì đông đảo gấp ba lần một Sư đoàn châu Âu và hết sức mạnh mẽ, chứ không như quân Đức qua mấy năm trước toàn chiến đấu trong hầm hào. Tuy nhiên, Ludendorff khó có thể chấm dứt Chiến dịch Hagen nhằm gạt bỏ Lực lượng Viễn chinh Anh (British Expeditionary Force) ra khỏi vòng chiến. Ông tin rằng thắng lợi ấy sẽ dẫn tới sự suy sụp của phe Entente và hoàn toàn chấm dứt cuộc Đại chiến thế giới lần thứ nhất. Trước đó, các Chiến dịch Blücher (Cuộc Tổng tấn công Chermin des Dames) và Gneisenau đã đẩy một số lực lượng Dự Bị của khối Entente về hướng Nam, tuy vậy nhưng lực lượng Entente ở hướng Bắc vẫn còn hùng mạnh. Đồng thời, Ludendorff nhận thấy rằng ông cần phải tiếp tế cho những đạo quân Đức ở cái đầu nhô lớn vừa hình thành sau Chiến dịch Blücher, do đó ông không còn cách nào ngoài việc tấn công một lần nữa ở vùng này. Ông triệu tập hơn mọi quân Dự bị của Quân đội Đức ở tất cả mọi nơi và hết mình chuẩn bị cho Chiến dịch cuối cùng của ông..

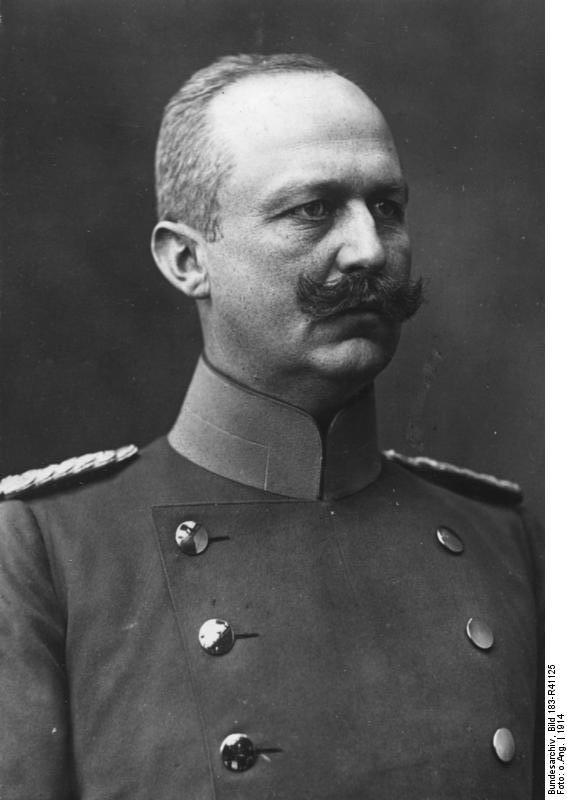
Đại tướng Bộ binh Erich Ludendorff. Ông là vị anh hùng trận mạc của nước Đức với những chiến thắng rực rỡ trước quân Bỉ trong trận Liège và quân Nga trong trận Tannenberg hồi năm 1914, và cũng chính là người đã phát động Chiến dịch Mùa Xuân 1918.

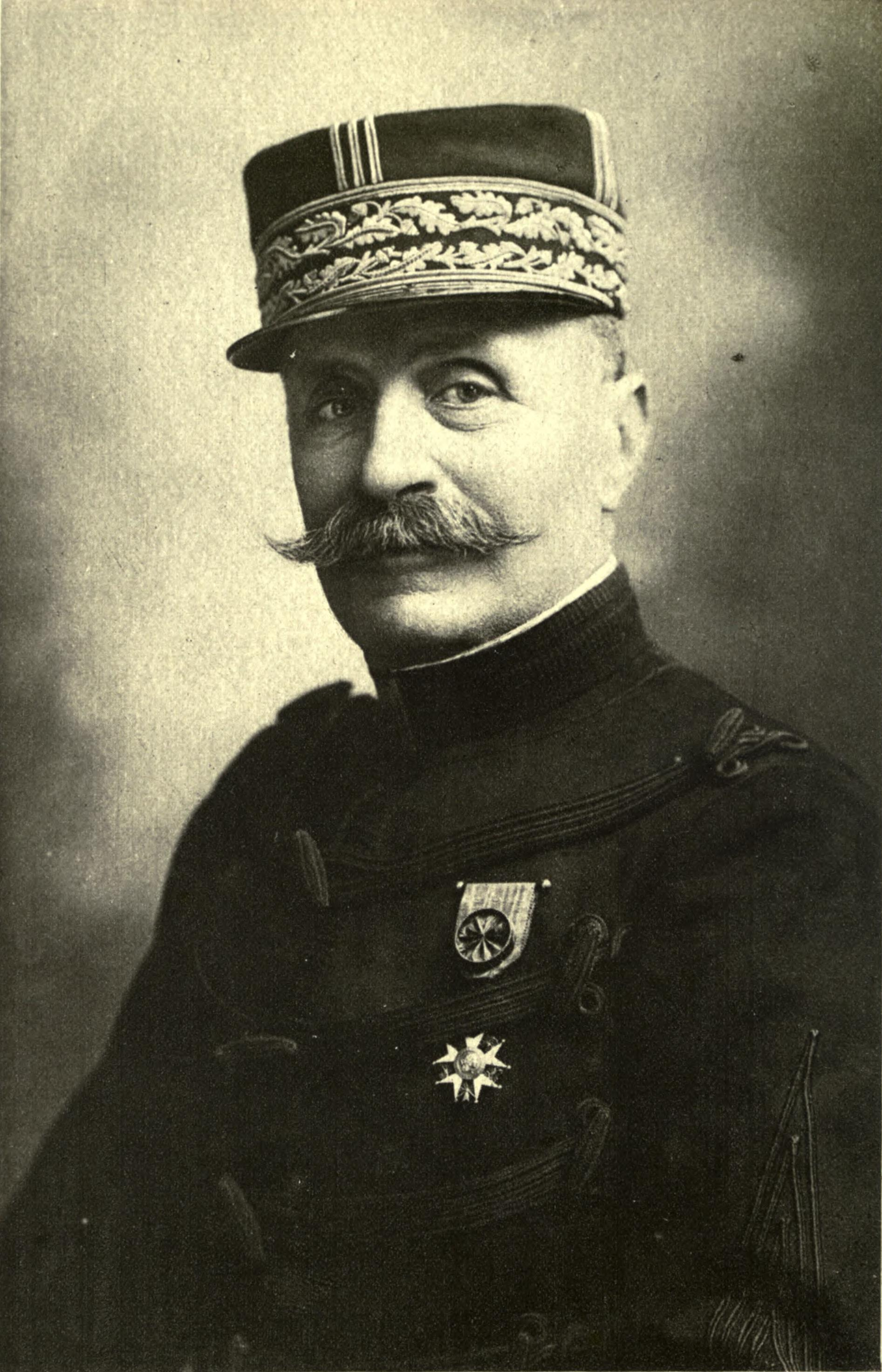
Đại Thống chế Ferdinand Foch. Nguyên là một nhà lý luận chiến tranh tài tình, ông đã trở thành Tổng tư lệnh quân lực Entente giữa lúc nguy kịch trầm trọng trong Chiến dịch Mùa Xuân vào tháng 3 năm 1918, dần dần chặn đứng bước tiến công của người Đức.

Đại tướng Bộ binh Ludendorff hứa hẹn với nhân dân Đức rằng ông nhất định sẽ phải thắng lợi trong Chiến dịch cuối cùng này. Làm theo kế hoạch quá ư là tham vọng của ông, Cụm Tập đoàn quân của Hoàng thái tử Friedrich Wilhelm Victor August Ernst lập tức được lệnh tấn công. Theo đó, họ sẽ dàn thế trận hình vầng trăng khuyết ở hướng Đông và Tây thành phố Reims. Theo đó, Quân đội Đức sẽ chiếm lĩnh được Reims đồng thời sẽ làm chủ được tuyến đường hỏa xa hệ trọng từ Paris cho tới Nancy. Tập đoàn quân thứ bảy của Thượng tướng Hans von Boehn sẽ tiến lên hướng sông Marne, trong khi ấy Tập đoàn quân thứ ba của Thượng tướng Karl von Einem sẽ xung kích về hướng Nam thông qua Châlons-sur-Marne. Bản thân Đại tướng Ludendorff tin rằng đợt tấn công này sẽ khiến cho Đại Thống chế Ferdinand Foch phải chuyển bớt quân Dự Bị khỏi vùng Flanders để cứu viện, và cứ theo đà đó thì sau khi thắng trận ở Reims rồi thì Ludendorff sẽ phát động Chiến dịch Hagen để loại người Anh ra khỏi vòng chiến. Tuy nhiên, ông không hề ngăn cản quân Đức tiếp tục thẳng tiến về thung lũng sông Marne mà đánh chiếm thủ đô Paris, và do đó, một lần nữa, dân chúng Pháp lại hoảng sợ bị mất thủ đô, giống như hồi Hè tháng 8 năm 1914 trước trận đánh sông Marne lần thứ nhất. Kể từ năm 1914, chưa có đội quân nào trên Mặt trận phía Tây có thể tiến xa kinh khủng được như Quân đội Đức trong Chiến dịch Mùa Xuân 1918. Một khi chiến trận bùng nổ, dân chúng thủ đô Pháp sẽ nghe được những tiếng nổ rầm trời của các khẩu đại pháo cách đó chừng 50 dặm Anh. Tại Versailles ở hướng Tây Paris, Phu nhân của Thống chế Foch đã nghe thấy tiếng bom dội của Quân đội Đức. Tuy nhiên, Tổng thống Pháp Raymond Poincaré quyết tâm không tháo chạy khỏi Paris như hồi năm 1914. Thủ tướng Pháp là Georges Clemenceau cũng quyết tâm chiến đấu bằng mọi giá, chứ không thể rời thủ đô Pháp Quốc. Về phần mình, Foch hiểu rõ là Ludendorff sẽ nhằm đòn giáng kế tiếp vào mặt trận Marne.
xxxxtrái|nhỏ|161px|Thái tử Đức Wilhelm.]]

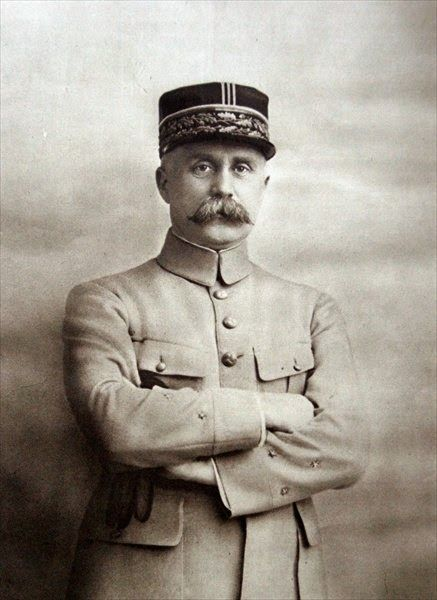
Thống chế Pháp Philippe Pétain.

Bây giờ là lần thứ hai mà Quân đội Đức tiến tới sông Marne trong suốt cuộc Đại chiến. Ngay từ ngày 1 tháng 7 năm 1918, người Pháp đã bắt đầu suy xét. Các Sĩ quan tình báo Pháp đã lo ngại rằng người Đức trong tương lai sẽ tổ chức tấn công vùng Flanders. Trước tình hình ấy, Foch quyết tâm tổ chức một cuộc tấn công ở sông Marne nhằm phá vỡ kế hoạch của người Đức. Bất chấp những cảnh báo rằng quân Đức sẽ tiến đánh vùng Flanders trong mấy ngày tới, ông chuyển luôn cả sáu Sư đoàn Anh ở hướng Nam sông Somme, để dễ dàng tiến công quân địch. Xét theo những kế hoạch của quân Đức thì kế hoạch Tổng tiến công của Foch không phải là không liều lĩnh. Nếu như Quân đội Đức sớm tiến đánh miền Flanders thì hẳn là họ sẽ dễ dàng chiến thắng trước Quân đội Anh vốn đã phải chia bớt quân theo huấn lệnh của Foch. Đây được coi là một trò phiêu lưu nguy hiểm, nhưng chính nhờ Foch không nghe theo Thống chế Philippe Pétain và ra lệnh cho Tập đoàn quân thứ 10 của Tướng Charles Mangin tấn công mà tình hình chiến sự đã thay đổi lớn lao. (chính Pétain - vị thống soái thận trọng nhất của nước Pháp trong cuộc Đại chiến thế giới lần thứ nhất - đã lo sợ quân Đức sẽ tiếp tục tấn công nên ra quân lệnh đình chỉ chuẩn bị Tổng tiến công của quân lực Entente, Foch đã gạt bỏ quân lệnh này khi ông biết được nó) Thực chất, Foch và Pétain đều là những bậc thống soái nhìn xa trông rộng và lập tức bắt tay vào việc tái xây dựng quân lực Pháp ngay từ sau chiến bại thê lương trong trận sông Aisne lần thứ ba. Vào ngày 5 tháng 7 năm 1918, khi biết người Đức sẽ tấn công, Pétain cùng với Foch đã lập kế hoạch vĩ mô đánh một trận phòng ngự, gắn bó với một đòn giáng sấm sét vào sườn của họ. Foch rất mực tín nhiệm Mangin, bởi lẽ Mangin là vị tướng lĩnh duy nhất trên Mặt trận phía Tây cũng có tinh thần diệt địch như ông. Vốn Mangin là người cuồng nhiệt ủng hộ Chiến dịch Nivelle hồi năm 1917 nên sau khi Chiến dịch này thất bại thảm hại, Mangin bị cách chức, song một khi Ferdinand Foch hăng hái tấn công thì Charles Mangin trở lại làm tướng chỉ huy Tập đoàn quân thứ 10 của Pháp. Ông sẵn sàng tuân lệnh Foch mà tấn công quân địch bất cứ nơi đâu.
Sự năng động của Đại Thống chế Foch sau chiến bại thê thảm tại trận Aisne và trước chiến thắng ở trận Marne lần thứ hai được so sánh với nỗ lực to lớn của cựu Tổng tư lệnh Joseph Joffre sau thất bại bi đát trong trận Biên giới Bắc Pháp và trước chiến thắng tại trận Marne lần thứ nhất hồi năm 1914. Trong khi ấy, khối Entente lo sợ quân đội Đức sẽ tấn công miền Flanders đến mức Foch từng có ý định chi viện quân Mỹ cho quân Anh ở đó.
Cuộc phản công mà phe Entente dự định dựa theo mô hình của trận Matz trước đó, nhưng quy mô lớn hơn nhiều. Mangin không thể đợi chờ lâu hơn nữa. Quân Pháp một đêm đã tiến đánh một hầm hào Đức và bắt sống được một nhóm chiến sĩ Đức (một cuốn sách ghi nhận là 127 tù binh và Gouraud là người chỉ huy cuộc tiến công đầy may mắn này). Những tù binh Đức mới bị bắt được đã tiết lộ cho người Pháp rằng người Đức chuẩn bị tổ chức cuộc Tổng tấn công thành phố Reims vào ngày 14 tháng 7 năm 1918, chính là ngày quốc khánh Pháp. Lập tức, Foch suy xét đúng đắn rằng một cuộc Tổng tấn công vào Reims sẽ làm trệch đi một cuộc Tổng tiến công quy mô lớn hơn của Đức vào Flanders. Ông hạ lệnh cho lực lượng Pháo binh chuẩn bị ra đòn, nhằm cầm chân quân Đức để các binh sĩ Pháp có thời gian chuẩn bị cho cuộc Tổng tấn công của mình, mà Foch dự kiến là sẽ diễn ra vào ngày 18 tháng 7 năm 1918. Quân đội Pháp lập tức tổ chức công việc này vào lúc 1 giờ sáng ngày 15 tháng 7 năm ấy. Và trong nửa đêm, đại bác Pháp nổ vang trời nhằm ngăn chặn và phân tán cuộc tiến công của người Đức. Tập đoàn quân thứ tư của Pháp của tướng Henri Joseph Eugène Gouraud trấn thủ hướng Đông Reims, trong khi tướng Jean Marie Degoutte thì đóng quân (Tập đoàn quân thứ sáu) ở phía Tây thành phố này, gần Chateau-Thierry. Tác giả Spencer Tucker ghi nhận rằng quân Đức có đến 44 Sư đoàn chống chọi với 36 Sư đoàn Pháp, trong khi đó, về Pháo Binh thì người Đức cũng có lợi thế lớn: 6536 khẩu đại bác chống chọi với 3080 khẩu đại pháo của quân Entente. Trong khi nhân dân Pháp hãy còn ăn mừng ngày lễ quốc khánh của họ, Hoàng đế nước Đức là Wilhelm II tới một trại quan sát cách Reims 12 dặm về hướng Đông Bắc để theo dõi ngày mở màn của trận đánh.

## Diễn biến trận đánh
Khi ấy, một cơn bệnh dịch lan tràn trên Mặt trận Pháp - Đức. Cho dầu cơn dịch này tràn vào cả các chiến hào của quân lực Entente, quân đội Đức lúc này vốn dĩ đã uể oải sau nhiều đợt tấn công, nên còn hứng chịu bệnh dịch nặng nề hơn hẳn kẻ địch. Rạng sáng ngày 15 tháng 7 năm 1918, Đại tướng Bộ binh Erich Ludendorff tổ chức Chiến dịch Marneschutz-Reims, ở gần thành phố Reims. Thực ra Chiến dịch này có tên là Friedensturm. Không một Chiến dịch nào của Ludendorff nặng tính tham vọng như Chiến dịch tiến công này. Đây là Chiến dịch tiến công xa nhất về hướng Nam và Đông trong những đợt Tổng tiến công của Quân đội Đức trong Chiến dịch Mùa Xuân 1918. Tuy nhiên, những tên lính đào ngũ và tù binh Đức đã phản bội kế hoạch này, thậm chí còn làm cho nó không được chuẩn xác về mặt thời gian. Do đó, Chiến dịch cuối cùng và cũng là Chiến dịch thứ năm của Ludendorff bị mất đi hoàn toàn tính bất ngờ. Điều này làm lặp lại sự thất bại của người Đức trong những đợt tấn công vào tháng 3, tháng 4 và tháng 5. Lúc 1 giờ 20 sáng, ngay sau khi quân Đức chuẩn bị lực lượng Pháo Binh thì quân Pháp liền ra sức củng cố Pháo Binh làm cho người Đức phải hoảng hốt. Quân Pháo binh Pháp liền tấn công vào lực lượng Bộ binh Đức đang ở những khu vực tập trung của mình, gây cho quân Đức tổn thất lớn. Quân Đức tiến công trên một mặt trận nằm song song nhưng về hướng Bắc trận sông Marne lần thứ nhất hồi năm 1914.

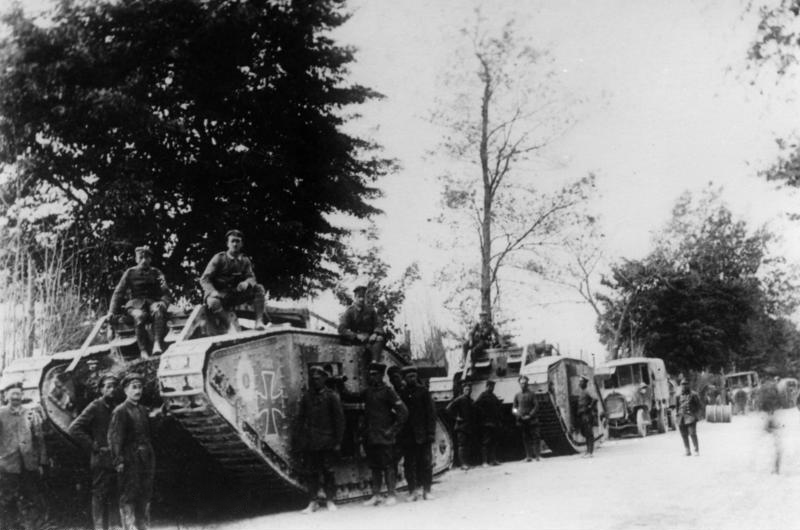
Các xe tăng Mark IV của Anh bị quân Đức chiếm đoạt và sử dụng.

Tuy nhiên, vào lúc 4 giờ 50 sáng quân Bộ binh Đức xung phong lên đánh, đằng sau hai hàng rào pháo di động. Tuy hướng thổi của gió đã thuận lợi cho quân Đức, nó thật quá dữ dội và cuối cùng đợt tấn công bằng hơi ngạt của quân Đức đã thất bại. Ở hướng Tây Reims, sự tổ chức hoàn chỉnh của quân Pháp ngay từ đầu trận chiến đã chia cắt Tập đoàn quân thứ bảy của Đức gần như là hoàn toàn khỏi hàng rào pháo di động của họ. Những đợt tấn công của Bộ Binh dừng chân, nhưng hàng rào pháo vẫn cứ thế mà di chuyển về phía trước. Hỏa lực của người Pháp đã ngăn ngừa người Đức thực hiện chiến dịch của mình. Một nhóm kỹ sư Đức dưới làn đạn của quân thù đã phải chật vật xây cầu cho quân sĩ vượt qua, trong khi ấy vài nhóm nhỏ Bộ binh đã dùng thuyền vượt qua sông Marne. Tuy nhiên, những người lính này đã đặt chân đến những vị trí không phù hợp cho nó không khiến cho họ được hợp tác chặt chẽ với lực lượng Pháo binh Đức. Sau thêm nỗ lực nữa, Quân đội Đức có thêm vài cái cầu mà vượt qua dòng sông Marne. Khi màn đêm buông xuống vào ngày 15 tháng 7, họ có khoảng 6 Sư đoàn ở bờ Nam sông Marne nhưng gần như là chẳng có chút yểm trợ nào của Pháo binh cả. Tập đoàn quân thứ năm của Pháp đã bị đánh lui. Băng qua sông Marne rồi, quân Đức chiếm lĩnh được một khoản đất đai phía địch, rộng 12 dặm và sâu đến 3 dặm. Trong khi ấy, lực lượng Pháo binh Pháp, cộng tác chặt chẽ với Không quân Pháp, bắt đầu nhằm mũi vào khu đất của quân Đức bên phía Pháp nhằm cô lập Quân đội Đức ở bờ Nam sông Marne.
Cùng ngày, Pétain kiến nghị Foch chuyển quân từ hướng Tây "cái đầu nhô sông Marne" sang đối phó với hiểm họa từ hướng Nam. Tuy nhiên, Foch không tán thành mà rắp tâm làm theo kế hoạch đã sẵn.
Khi người Đức mở đầu trận đánh này, thị dân Paris nghe tiếng bom đạn nổ rầm trời. Họ cho rằng đây lại là một đợt tấn công bằng Không quân nữa của người Đức, nhưng ánh lửa chóe lên từ bầu trời phía Đông cho rằng đây là sự mở màn của một cuộc binh lửa quyết liệt. Họ biết rằng đây là giai đoạn cuối của cuộc Chiến tranh thế giới thứ nhất, mà cũng là sự bắt đầu của một cuộc tranh đấu của Quân đội Pháp chống lại sự bá chủ của người Teuton áp đặt lên Paris nói riêng và nước Pháp nói riêng. Ở hướng Đông Reims, lực lượng Pháo binh Pháp còn bắn nã dữ dội hơn nữa, như Bộ binh Pháp thì chống cự yếu ớt trước sự tiến công của quân Đức. Bất chấp thương vong cao do vấp phải đạn pháo của Pháo binh Pháp, lực lượng Bộ binh Đức ban đầu xung kích rất mực nhanh chóng. Đến lúc 7 giờ 30 sáng hôm ấy, hàng rào pháo di động của họ đạt tới mức rộng cao nhất và tan rã. Quân đội Đức giờ đây gặp phải một khu vực đầy ắp địch quân mà sự chuẩn bị và hàng rào pháo di động trước kia của họ chưa thể động đến được. Như vậy là người Đức đã bị mắc bẫy. Biết rõ nơi tấn công chuẩn nhất, Tập đoàn quân thứ tư của Pháp đã bãi bỏ những vị trí tiền tiêu và chỉ để lại ở đây một lực lượng dự phòng thật yếu ớt. Qua giữa cứ điểm của họ, Tập đoàn quân Pháp này thiết lập một tuyến phòng thủ lớn, giữa điểm đầu của dãy chiến hào thứ nhất và thứ hai của họ. Trong khi đó, lực lượng Pháo binh Đức hùng hậu trước đó chủ yếu chỉ bắn vào khu vực không có binh sĩ Pháp.
Rốt cuộc là ở phía Đông Reims, Quân đội Đức đã phải hứng chịu tổn thất bi thương hơn hẳn ngày đầu tiên của mọi cuộc tấn công khác kể từ sau trận huyết chiến ở thành cổ Verdun hồi năm 1916. Do đó, Chiến dịch Marneschutz-Reims thực sự đã thất bại vào ngày 15 tháng 7 năm 1918, khi màn đêm buông xuống. Tuy nhiên, trận chiến vẫn tiếp diễn cho đến ngày hôm sau.